# 니시타니촌 (후쿠오카현)
니시타니촌(西谷村)은 후쿠오카현 동부에 해당한다. 기쿠군에 속했으며, 1941년 4월 1일 당시 고쿠라시에 편입해 소멸하였다. 구 니시타니촌 지역은 현재 기타큐슈시 고쿠라미나미구의 일부로, 시라카와 강변 지역은 도시화가 진행 중이지만 대나무 숲으로 유명한 합마 지구로 대표되는 농산촌 지역도 많다. 